# Richford (Wisconsin)
Richford – miasto w Stanach Zjednoczonych, w stanie Wisconsin, w hrabstwie Waushara.